# Weingut Prinz Salm
Das Weingut Prinz Salm, früher Prinz zu Salm-Dalberg’sches Weingut, ist Deutschlands ältestes Weingut in Familienbesitz. Es bewirtschaftet rund 18 ha Weinberge in Wallhausen im Anbaugebiet Nahe und in Bingen am Rhein im Anbaugebiet Rheinhessen mit einem Schwerpunkt auf Riesling und Burgundersorten. Das ökologisch wirtschaftende Weingut ist Mitglied im Verband Deutscher Prädikatsweingüter (VDP).

## Geschichte

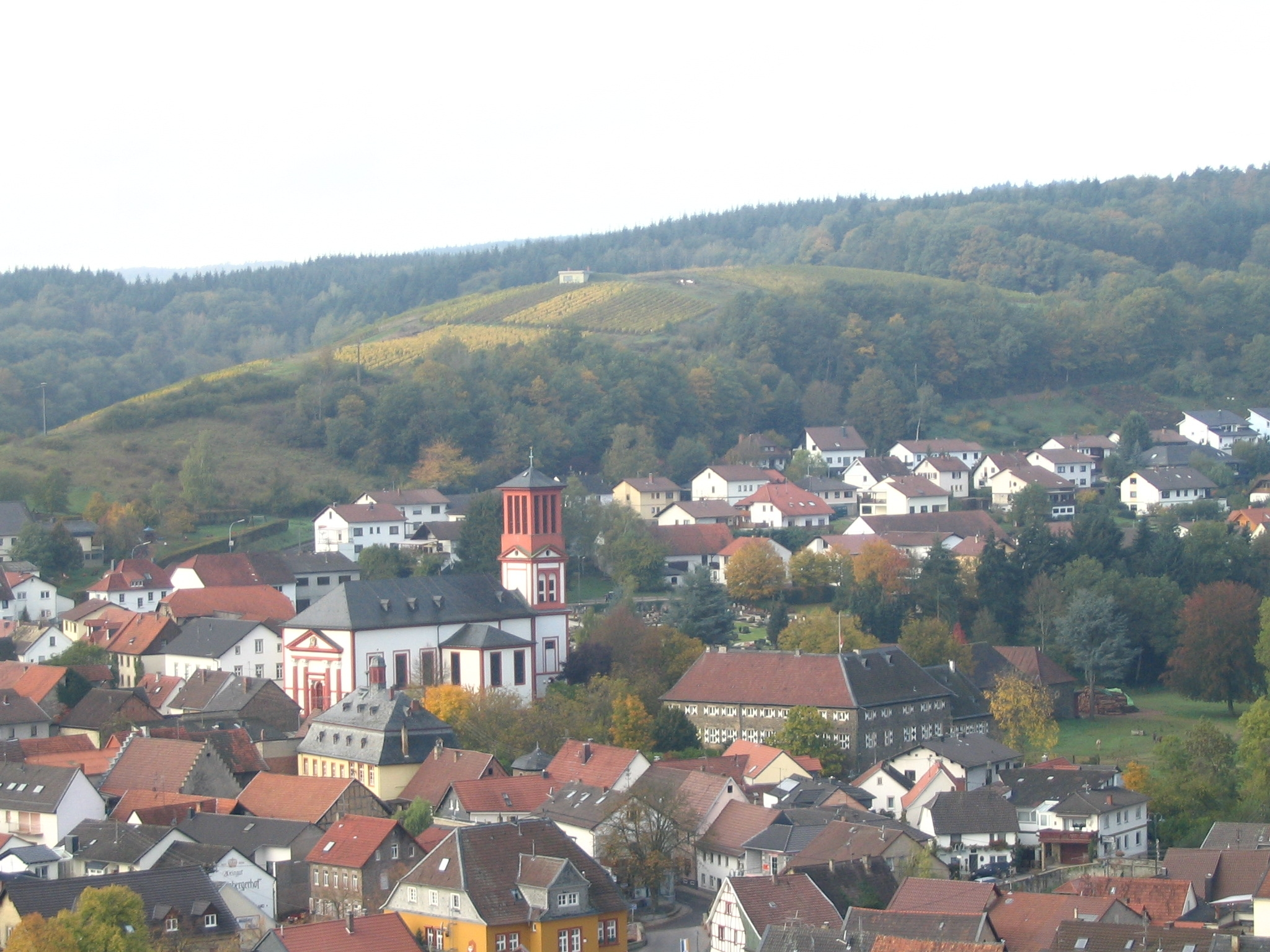
Blick auf Wallhausen, 2006

Das Weingut blickt auf 800 Jahre und 31 Generationen ununterbrochene Weinbautradition. Bereits Kelten und Römer hatten das Tal des Gräfenbachs, ein Seitental der Nahe, für den Weinbau entdeckt. Die älteste bekannte Urkunde über einen Weinbergsbesitz der Familie Dalberg, die sich damals noch Weierbach nannte, stammt aus einem Güterverzeichnis des Jahres 1200 („Wingert in Summelachen“, heute Sommerloch) und vom 1. Mai 1219 (Weinberg auf „Breitwiesen“, heute Felseneck). Die erste exakte namentliche Erwähnung der einzelnen Weinbergslagen stammt aus dem Jahr 1501. In dieser Urkunde sind bereits die Wallhäuser Weingärten Johannisberg, Pastorenberg, Kirschheck und andere aufgeführt. Sie zählen bis heute zu den Wallhäuser Spitzenlagen. Die Familie wohnte zunächst auf der 1150 erbauten Dalburg oberhalb von Dalberg. Nachdem die Burg ihre Schutzbedeutung verloren hatte, baute man ab 1756 das Talschloss im zwei Kilometer entfernten Wallhausen zum Wohnsitz aus. Zuvor war Schloss Wallhausen der Verwaltungssitz der Herrschaft gewesen und der Ort des sogenannten Amtskellers, der Dominalverwaltung. Im dortigen Archiv finden sich die „Kellereyrechnungen“ der letzten Jahrhunderte.

## Weingut
Das Weingut führt der Önologe Felix Prinz zu Salm-Salm in der 32. Generation, der es 2017 von seinem Vater, Michael Prinz zu Salm-Salm, übergeben bekam. Wirtschafts- und Privaträume befinden sich im Schlossgebäude.
Zum Weingut gehören 27 ha Weinbergsflächen, davon 12 in Wallhausen und 15 in Bingen am Rhein. Die Weinberge sind nach dem System des VDP klassifiziert und werden entsprechend als „VDP.Grosse Lage“, VDP.Erste Lage", „VDP.Ortswein“ und „VDP.Gutswein“ vermarktet.
Das Weingut wurde bereits 1988 auf eine ökologische Wirtschaftsweise umgestellt und war damit Pionier an der Nahe. Die ökologische Bewirtschaftung wird jährlich geprüft und vom Naturland-Verband zertifiziert.
Michael zu Salm-Salm war von 1990 bis 2007 Präsident des VDP. Sein Urgroßvater war Mitbegründer des Vereins der Naturweinversteigerer an der Nahe e. V. Bad Kreuznach (heute: Erster Versteigerungsring der Naheweingüter im Verband Deutscher Prädikatsweingüter).

## Weinberge im Anbaugebiet

### Nahe
Die Talenge zwischen Wallhausen und Dalberg liegt in den Ausläufern des Rheinischen Schiefergebirges, am Rande des Soonwalds und im Regenschatten des Hunsrück. Die Region besitzt wegen ihrer wechselvollen geologischen Vergangenheit eine große Vielfalt unterschiedlicher Böden. Zu den Bergen hin, nahe Dalberg, liegt ein durch Chlorit gefärbter grüner Schiefer offen zu Tage. Um Wallhausen finden sich neben fluvialen und äolischen Sedimenten (Sand, Kies, Ton und Löß) auch Quarzit und roter Schiefer aus dem Rotliegenden, eine durch Hämatit rot bis braunrot gefärbte Menge von unterschiedlichen Gesteinen.
Die nach Süden ausgerichteten Steillagen besitzen ein für den Weinbau exzellentes Mikroklima. Als „VDP.Grosse Lagen“ ausgewiesen sind Felseneck mit Grünem Schiefer und Johannisberg und Berg mit Rotem Schiefer als Boden.

### Rheinhessen

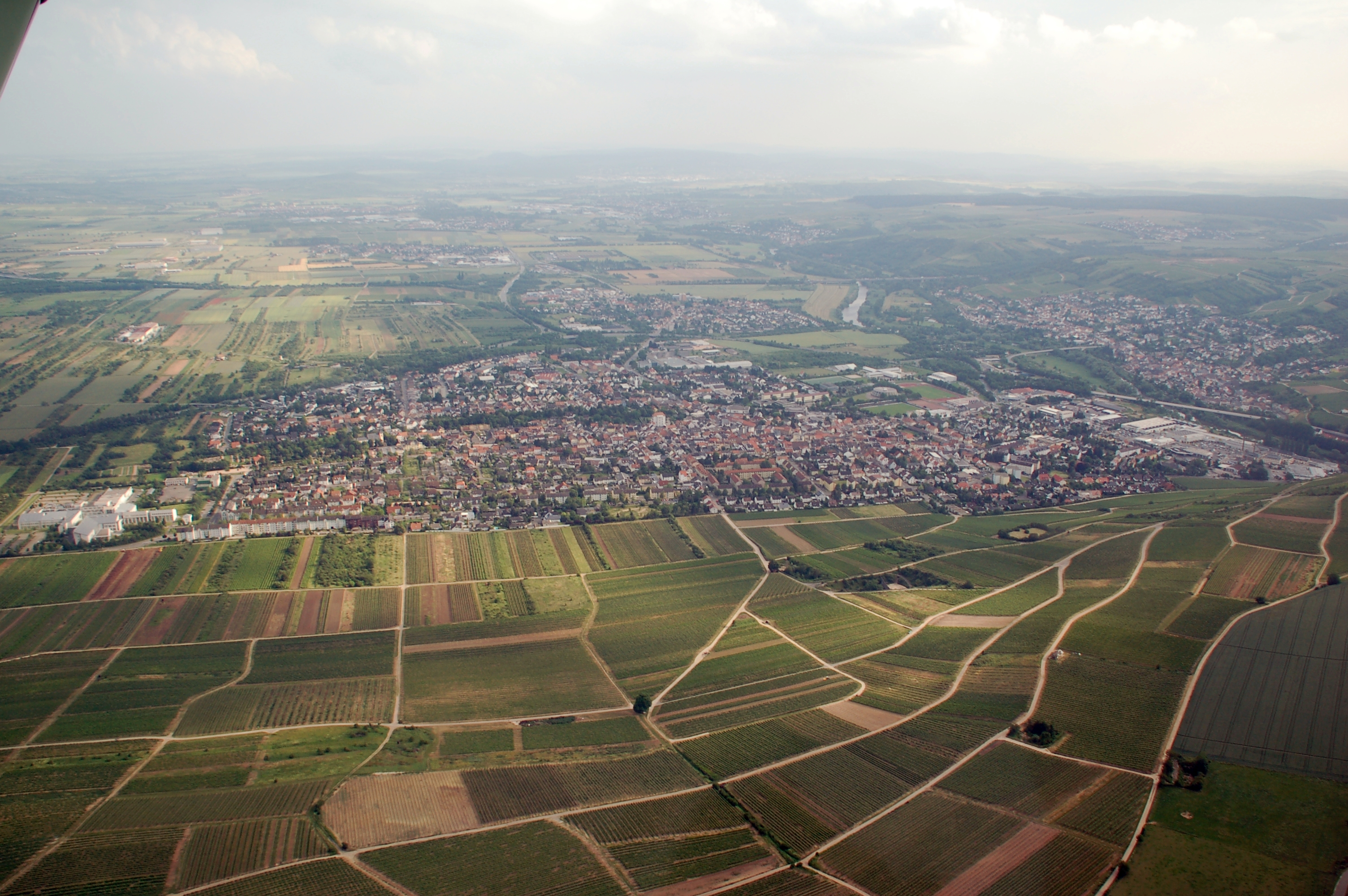
Lage Scharlachberg (rechts) bei Büdesheim (Bildmitte), 2007

Der Binger Bergrücken liegt am Beginn des Oberen Mittelrheintals am südwestlichen Rand des Rheinischen Schiefergebirges und verläuft in südöstlicher Richtung. Er basiert auf dem typischen Quarzit des linksrheinischen Schiefergebirges, der zu einem roten Verwitterungsschiefer metamorphisiert ist. Das Weingut – vormals Weingut Villa Sachsen – besitzt dort Weinberge in zwei Lagen, im Osten den Kirchberg und am westlichen Rand den berühmten Scharlachberg, die beide zu den besten Weinlagen Deutschlands zählen. Der Scharlachberg ist ein Teil des Rochusbergs und hat seinen Namen von der Färbung (Scharlach), die das Mineral Hämatit verursacht und bereits von weitem gut zu erkennen ist. Der Kirchberg weist einen höheren Kalkanteil im Boden auf.